# Heinz Cohrs
Herbert Wilhelm Heinrich 'Heinz' Cohrs (* 18. März 1896 in Chemnitz; † nach 1960) war ein deutscher politischer Funktionär und SS-Führer. Er wurde u. a. bekannt als einer der Angeklagten im Nachkriegsprozess wegen der Ermordung des französischen Generalmajors Gustave Mesny im Januar 1945.

## Leben und Tätigkeit

### Frühere Jahre und Erster Weltkrieg
Cohrs war ein Sohn des Kaufmanns und Fabrikbesitzers Wilhelm Cohrs und seiner Ehefrau Hildegard. Sein Großvater mütterlicherseits Theodor Wollmann war Geheimer Hofrat im Auswärtigen Amt tätig. Als Kind wurde er zur Erziehung in das preußische Kadettenkorps gegeben: Von 1909 bis 1914 besuchte er die Kadettenanstalt in Karlsruhe, bevor er 1914 in die Hauptkadettenanstalt in Lichterfelde wechselte.
Bei Ausbruch des Ersten Weltkriegs trat Cohrs am 2. August 1914 als Fähnrich in das Feldartillerieregiment Nr. 18 über, mit dem er vier Jahre lang, bis 1918 an verschiedenen Fronten am Krieg teilnahm. Unter anderem kam er mit dem genannten Regimen an der Aisne (1914), in Soissons (1915), in Verdun, an der Somme und der Champagne (1916), an der Aisne, in der Champagne, in Galizien (1917), La Ferde und in St. Quentin (1918) zum Einsatz. 1915 wurde er kurzzeitig zum Feldartillerieregiment Nr. 17 versetzt, mit dem er an Kämpfen in Polen teilnahm. Die letzten Kriegsmonate verbrachte er verwundungsbedingt als Pferdeaufkäufer in der Ukraine.
Im Januar 1915 erreichte Cohrs den Leutnantsrang. Er wurde während des Krieges zweimal verwundet – am 2. November 1916 bei Verdun (Gasvergiftung und Beinschuss) und im März 1918 in St. Quentin (Gesässschuss) – und mit dem Eisernen Kreuz beider Klassen und dem Schlesischen Adler beider Klassen ausgezeichnet.

### Leben von 1919 bis 1930
Nach dem Krieg gehörte Cohrs bis 1920 einem Freikorps an, mit dem er sich am Grenzschutz Ost an der Sicherung der zwischen Deutschen und Polen umstrittenen Grenzgebiete in Schlesien beteiligte. 1920 schied Cohrs aus dem Militär mit dem Rang eines Oberleutnants a. D. aus.
In der Zeit der Weimarer Republik schlug Cohrs sich als kaufmännischer Angestellter, Propagandist und Journalist durch.
1928 kam Cohrs während einer Reise durch Österreich erstmals in Berührung mit der NSDAP. Daraufhin trat er 1930 zunächst der SA, dem Straßenkampfverband der NSDAP bei, bevor er sich zum 9. Januar 1931 der Partei selbst anschloss (Mitgliedsnummer 363.179).

### Tätigkeit in Österreich (1930 bis 1933)
Seit Oktober 1930 war Cohrs in Wien ansässig, wo er spätestens ab 1931 bei zahlreichen Veranstaltungen der NSDAP öffentlich als Propaganda- und Werberedner für diese Partei auftrat, so z. B. bei Protestkundgebungen gegen den Film Im Westen nichts Neues. Zudem schrieb er Beiträge für zahlreiche nationalsozialistische Zeitungen, insbesondere den Kampfruf.
Zum Beginn des Jahres 1931 trat Cohrs hauptamtlicher Funktionär in den Dienst der NSDAP und der SA: In diesem Jahr wurde er Stabsführer der Wiener SA. Am 15. April 1932 wurde er durch den Führerbefehl der Obersten SA-Führung Nr. 9 zum SA-Sturmführer befördert. Seine Stellung als Stabsführer der Wiener SA behielt Cohrs bis Anfang 1933 bei, als er auf Veranlassung des im Herbst 1932 zum neuen Führer der SA-Gruppe Wien bestellten Karl Leon Du Moulin-Eckart abgesetzt wurde.
Im Mai 1933 ernannte die Reichsregierung Cohrs zum Mitglied der deutschen Gesandtschaft in Wien mit der Funktion eines Gehilfen des Presseattachés Theodor Habicht. Hintergrund dieser Maßnahme war, dass er durch die formale Verleihung des Ranges eines offiziellen deutschen Diplomaten in Wien bei seiner Tätigkeit in Österreich – die auf die Unterminierung des damals bestehenden politischen Systems in der Alpenrepublik zur Bereitung des innenpolitischen Bodens für eine langfristig von der NS-Führung bereits ins Auge gefassten Annexion derselben durch das Deutsche Reich abzielte und naturgemäß zahlreiche illegale Aktivitäten beinhaltete – besser vor erwartbaren Maßnahmen der österreichischen Sicherheitsbehörden zu schützen, da man annahm, dass er aufgrund der mit dem Diplomatenstatus traditionell verbundenen Immunität vor Polizeimaßnahmen und strafrechtlicher Verfolgung gefeit sein würde, was ihn wiederum zu einem umso effektiveren Agenten der deutschen Sache machen würde.
Im Zusammenhang mit Terrorakten, die im Juni 1933 von NSDAP-Anhängern in Österreich begangen wurden, wurde am 13. Juni 1933 eine Hausdurchsuchung von Cohrs Wiener Wohnung vorgenommen, bei der umfangreiches Propagandamaterial entdeckt und beschlagnahmt wurde. Er selbst wurde daraufhin trotz seines Diplomatenpasses in Haft genommen. Die Regierung ließ ihn anschließend nach kurzer Untersuchungshaft zum Monatsende des Landes verweisen: Am 19. oder am 22. Juni 1933 wurde er vom Flughafen Aspern mit dem Expressflugzeug von Wien nach Berlin aus dem Land ausgeschafft.
In Deutschland wurde er zum Mitglied der Landesleitung des NSDAP-Gaues Österreich und zum politischen Leiter ernannt. In der Folgezeit trat er als Redner im Zusammenhang mit Österreichfragen innerhalb des Reiches auf.
Ende 1934 nahm Cohrs eine Stellung beim Reichspropagandaamt der Deutschen Arbeitsfront (DAF) an. In dieser Stellung blieb er bis zum August 1936. In dieser Position bekleidete er ein halbes Jahr lang die Position des Verbindungsmannes zwischen dem Propagandamt der DAF und der Reichsleitung der NSDAP in München.
Im August 1936 gab Cohrs seine Stellung bei der DAF auf, um stattdessen eine führende Stellung in der Reichsleitung der Nationalsozialistischen Kriegsopferversorgung (NSKOV) zu übernehmen. Zusätzlich hierzu hatte er seit dem 1. Oktober 1936 die Stellung eines Bezirksobmannes in Potsdam inne.
1937 schlug der Führer der Kriegsopferversorgung, Hanns Oberlindober, ihn als Verbindungsführer zwischen der NSKOV und der SS vor. Nachdem der SS-Chef Heinrich Himmler sich hiermit einverstanden erklärt hatte, wurde Cohrs – der sich seit Herbst 1936 um Aufnahme in die SS bemüht hatte – auf Anordnung Himmlers zum 30. Januar 1938 in die SS aufgenommen (SS-Nr. 289.683), in der in Angleichung zu seinem SA-Dienstgrad noch am selben Tag in den Dienstgrad eines SS-Sturmbannführers befördert wurde. Listenmäßig wurde er innerhalb der SS beim Stab des SS-Hauptamtes geführt (zum 1. November 1941 wurde er dem Stab des SS-Personalhauptamtes zugeteilt).
Ebenfalls seit 1937 stand Cohrs in Zusammenarbeit mit dem Amt Ausland/Abwehr.

### Zweiter Weltkrieg
Zum 1. Juni 1940 trat Cohrs dem Reichsheer bei, in dem er den Rang eines Hauptmannes erhielt. Er leitete anschließend die geheime Dienststelle Volkmann, bevor er im Jahre 1942 im Hauptquartier Fremde Heere Ost tätig war. Anschließend tat er Dienst bei der Panzerarmee 1. 1943 erlitt er einen schweren Autounfall, in dessen Folge er ein Jahr in Lazarettbehandlung verbrachte.
Nach seiner Genesung wurde Cohrs zum 8. September 1944 zum Wehrmachtsbefehlshaber für Belgien und Nordfrankreich versetzt.
Am 26. Oktober 1944 wurde Cohrs durch eine Verfügung zur Stabsabteilung des SS-Personalhauptamtes in Berlin-Wilmersdorf kommandiert, in der er der Abteilung IIa zugeteilt wurde. Die formelle Versetzung zu dieser Dienststelle erfolgte mit Wirkung zum 14. November 1944.
Mit Wirkung zum 12. Dezember 1944 [20.12.] schied Cohrs auf eigenen Wunsch aus der Wehrmacht aus, um zur Waffen-SS überzutreten, in der er den Rang eines Hauptsturmführers der Reserve erhielt.
Am 16. Januar 1945 wirkte Cohrs an der Ermordung des kriegsgefangenen französischen Generalmajors Mesny mit, der bei einer Autofahrt von der Festung Königstein nach Schloss Colditz bei einer vorgetäuschten Panne dazu veranlasst wurde, das Auto zu verlassen, woraufhin er am Straßenrand dann von hinten mit einer Maschinenpistolensalve erschossen wurde.

### Nachkriegszeit
Im November 1959 wurde von deutschen Stellen Haftbefehl gegen Cohrs wegen seiner Rolle bei der Tötung von Mesny im Jahr 1945 erlassen. Er blieb zunächst bis Februar 1960 in Untersuchungshaft. Im Mai 1960 legte der Oberstaatsanwalt in Essen die Anklage gegen ihn und den ehemaligen Stabschef des deutschen Kriegsgefangenenwesens, Fritz Meurer, der die Ermordung Mesnys geplant hatte, den ehemaligen Staatssekretär im Auswärtigen Amt, Horst Wagner und einen gewissen Schulze vor. Während Meurer und Schulze ihre Tatbeteiligung abstritten, räumte Cohrs seine Rolle ein, berief sich aber auf Befehlsnotstand. Das Ermittlungsverfahren gegen ihn und die anderen zog sich hin und wurde schließlich ohne Verurteilung eingestellt.

## Familie
Cohrs war seit dem 11. August 1934 verheiratet mit Anna Elisabeth von Dressler (* 3. Dezember 1912), einer Tochter des Rittmeisters Walter von Dressler, der zusammen mit dem Generalfeldmarschall Hermann von Eichhorn, dem Befehlshaber der deutschen Besatzungstruppen in der Ukraine, bei einem Bombenattentat in Kiew im Sommer 1918 umgekommen war. Aus dieser Ehe ging Tochter Kathrin (* 21. Oktober 1939) hervor.
Zuvor war er in erster Ehe verheiratet gewesen. Diese Ehe, aus der die Tochter Gisela (* 16. April 1923) hervorgegangen war, wurde später geschieden.